# مصطبة الفرعون
مصطبة الفرعون آرامگاه فرعون شپ‌سسکاف از دودمان چهارم مصر است که در جنوب سقاره، مصر، در گورستان شهر ممفیس واقع شده است.
این سازه در نزدیکی هرم پپی دوم از دودمان ششم ساخته شده است. معدن سنگی که از آن برای ساخت این بنا بهره گرفته شده در غرب هرم شمالی سنفرو قرار داشته است. مرکز این مصطبه همچون مرکز یک هرم ساخته شده که نشان می‌دهد سازندگان تا زمانی از طول ساخت بنا می‌خواسته‌اند تا آن را یک هرم کنند.

## نگارخانه

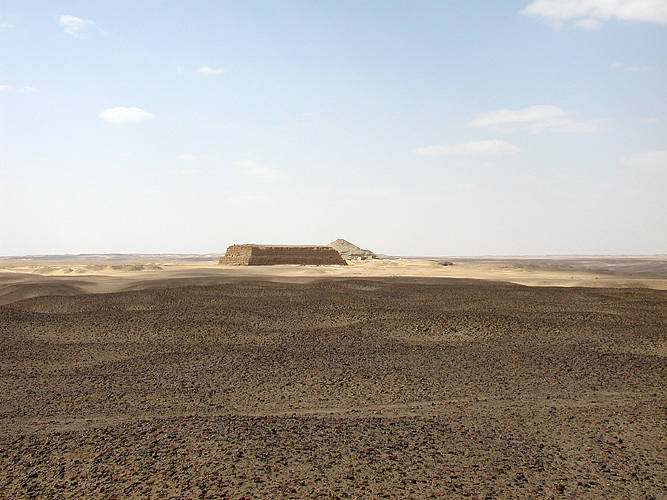
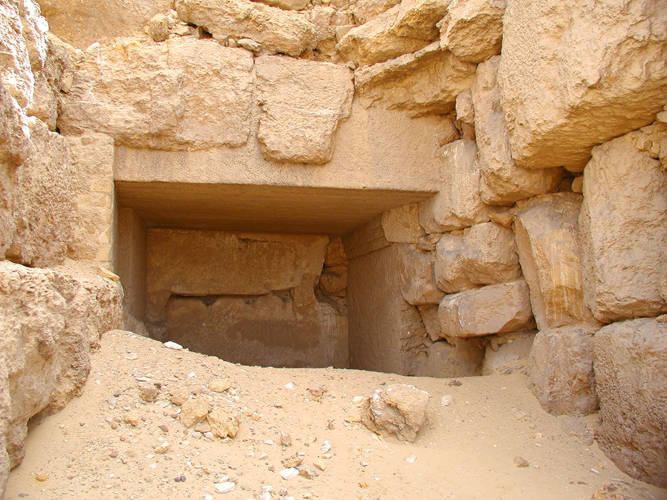
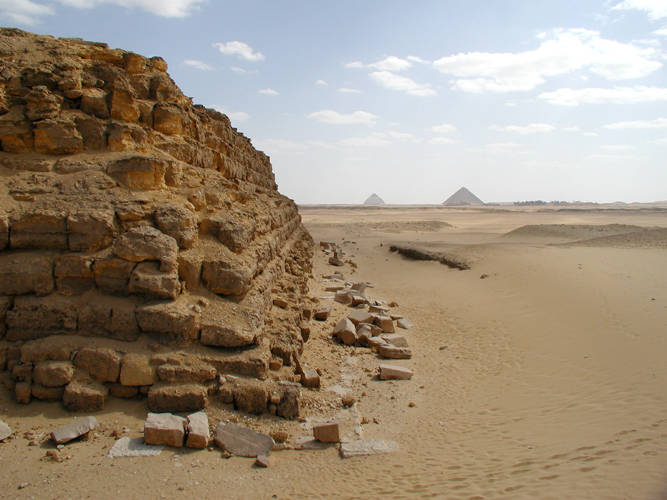